# Vilarinho de Samardã
Vilarinho de Samardã is een plaats (freguesia) in de Portugese gemeente Vila Real en telt 807 inwoners (2001).